# Tilly Fleischer

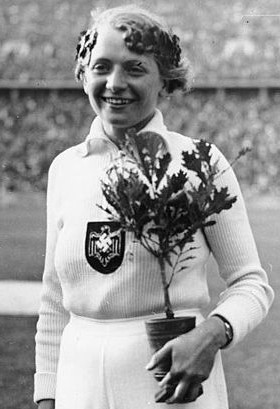
Tilly Fleischer bei den Olympischen Spielen in Berlin mit Olympia-Eiche

Othilie „Tilly“ Fleischer, verheiratete Heuser, in zweiter Ehe Grote-Fleischer (* 2. Oktober 1911 in Frankfurt am Main; † 14. Juli 2005 in Lahr/Schwarzwald), war eine deutsche Leichtathletin, die 1936 Olympiasiegerin im Speerwurf wurde.

## Sportliche Erfolge
Sie nahm an den Olympischen Spielen 1932 und 1936 als Speerwerferin, Diskuswerferin und in der 4-mal-100-Meter-Staffel teil.
- Bei den Olympischen Spielen 1932 in Los Angeles wurde sie im Speerwurf Dritte (43,00 m). Im Diskuswurf wurde sie Vierte (36,12 m) und mit der Staffel Sechste.
- Bei den Olympischen Spielen 1936 in Berlin siegte sie im Speerwurf mit 45,18 m (38,60 – 44,69 – 43,01 – 38,87 – 45,18 – 42,19).

Die Stadt Frankfurt schenkte ihr zur Anerkennung ihres Olympiasieges ein Auto. Ebenfalls erfolgreich war sie bei den Frauen-Weltspielen: 1930 wurde sie Zweite im Diskuswurf (35,82 m), 1934 Zweite im Kugelstoßen (12,10 m).
Insgesamt nahm Fleischer erfolgreich in fünf unterschiedlichen Disziplinen an den Deutschen Leichtathletik-Meisterschaften teil. Dabei wurde sie vier Mal Deutsche Meisterin, fünffache Vizemeisterin und errang acht dritte Plätze.
Im Einzelnen: Im Diskuswurf wurde sie zweimal Vizemeisterin (1929 und 1930) und einmal Dritte (1932). In ihrer Paradedisziplin, dem Speerwurf, wurde sie 1932 und 1936 Deutsche Meisterin, 1928 Vizemeisterin und 1931, 1933 und 1934 Dritte. Im Kugelstoß errang sie 1929 die Vizemeisterschaft und 1930 den dritten Platz. Eine Vizemeisterschaft (1934) und zwei dritte Plätze (1928 und 1932) stehen für die vielseitige Athletin im Fünfkampf zu Buche, wo sie mäßige Leistungen im Hoch- und Weitsprung mit herausragenden Weiten im Kugelstoß und Speerwurf kompensierte. Ferner gewann sie mit der Sprintstaffel von Eintracht Frankfurt 1931 und 1933 den Meistertitel, 1930 die Vizemeisterschaft und wurde 1934 Dritte.

## Biografie
Tilly Fleischer begann als Zehnjährige mit dem Sport. Zu Beginn ihrer sportlichen Laufbahn war sie auch im Tennis (Frankfurter Meisterin) und im Handball (Deutsche Meisterin mit Eintracht Frankfurt) erfolgreich. Als Leichtathletin startete sie ebenfalls für Eintracht Frankfurt. Bei einer Größe von 1,68 m hatte sie ein Wettkampfgewicht von 66 kg. Im Anschluss an die Olympischen Spiele 1936 beendete sie ihre Sportlerkarriere.
Dem Bildhauer Arno Breker stand sie im Dritten Reich als Aktmodell zur Verfügung.
Nach dem Zweiten Weltkrieg war Fleischer Besitzerin zweier Lederwarengeschäfte, in Lahr/Schwarzwald und in Kehl. Aus ihrer ersten Ehe hatte sie zwei Töchter.